# Ботанічний сад Веллінгтона

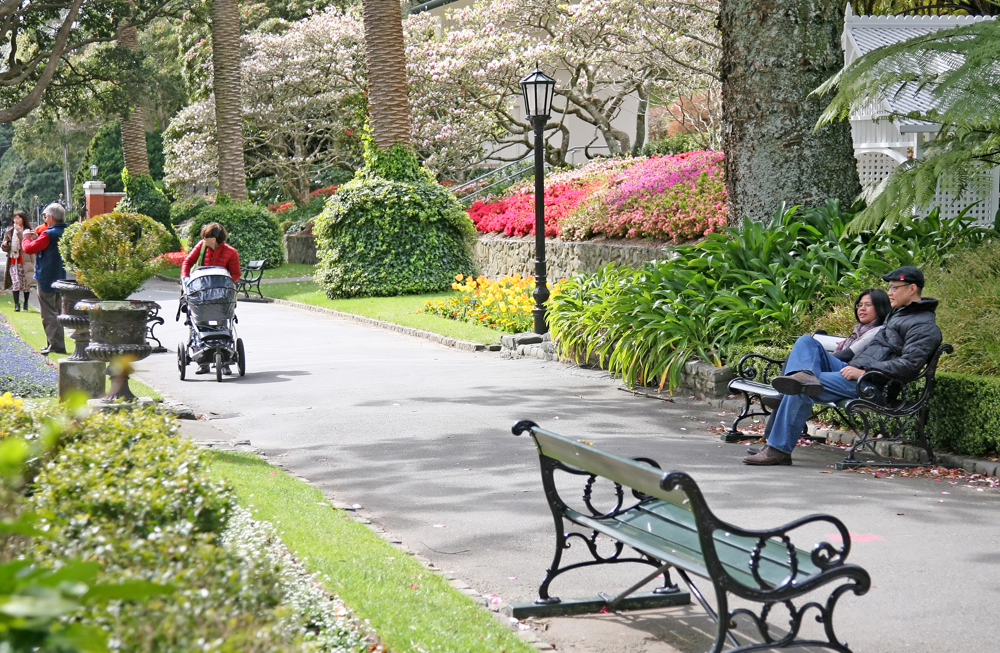
У ботанічному саду Веллінгтона

Ботанічний сад Веллінгтона (англ. Wellington Botanical Garden) — ботанічний сад у місті Веллінгтон, столиці Нової Зеландії.

## Загальні відомості
Ботанічний сад займає 25 гектарів землі на схилі пагорба між районами Торндон і Келбурн близько центральної частини міста та складається з трьох частин — нижньої, де містяться оранжерея у вікторіанському стилі й великий сад троянд Леді Норвуд, середньої, де зберігається природний вічнозелений ліс, і верхньої, де розташовано основні колекції рослин відкритого ґрунту. Фунікулер з'єднує верхню частину ботанічного саду з центром ділового району міста.
Звивисті гірські стежки саду є популярним місцем відпочинку жителів Веллінгтона. Сад використовується для прогулянок і бігу, для дітей є великий ігровий майданчик.
Великі скульптури і різьблені фігурки розташовані по всьому саду. Це роботи таких скульпторів, як Генрі Спенсер Мур, Ендрю Драммонд і Кріс Бут.
У ботанічному саду також розміщені:
- Національна обсерваторія Нової Зеландії
- Музей вагонів фунікулера
- Метеорологічна служба Нової Зеландії

## Галерея

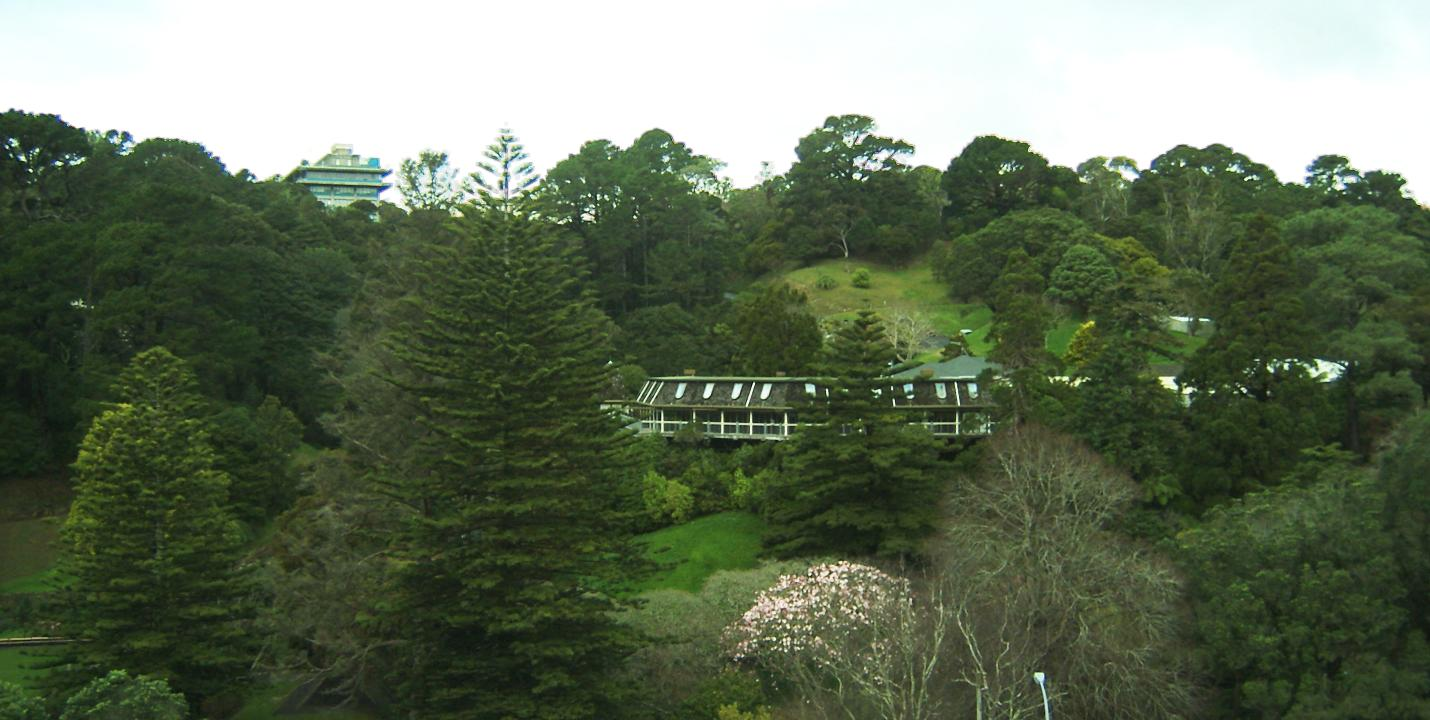
Ботанічний сад Веллінгтона
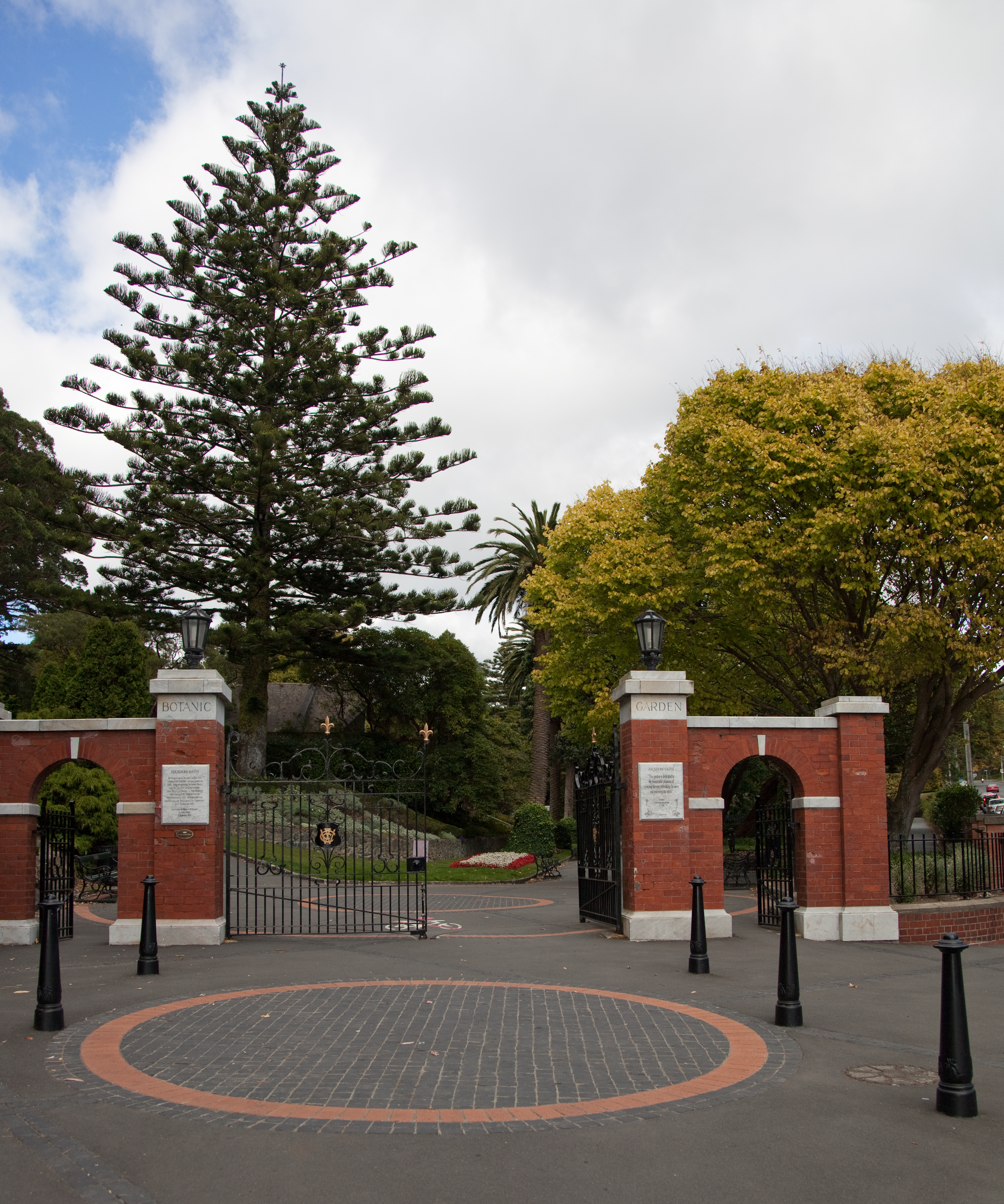
Вхід у ботанічний сад
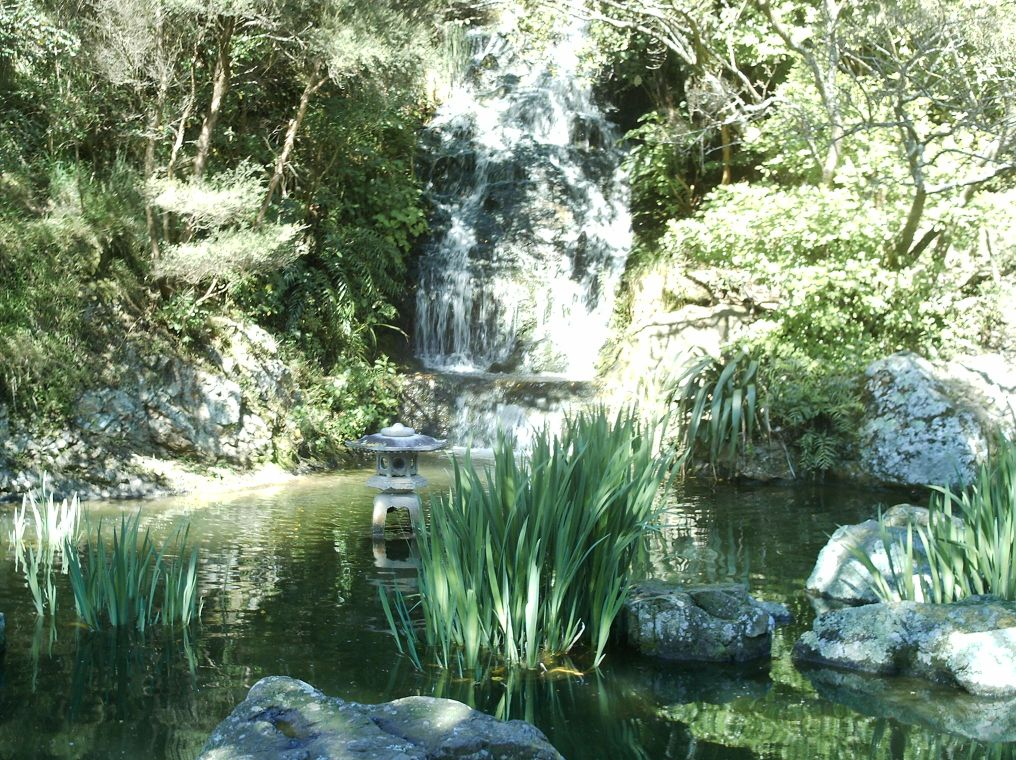
Ставок
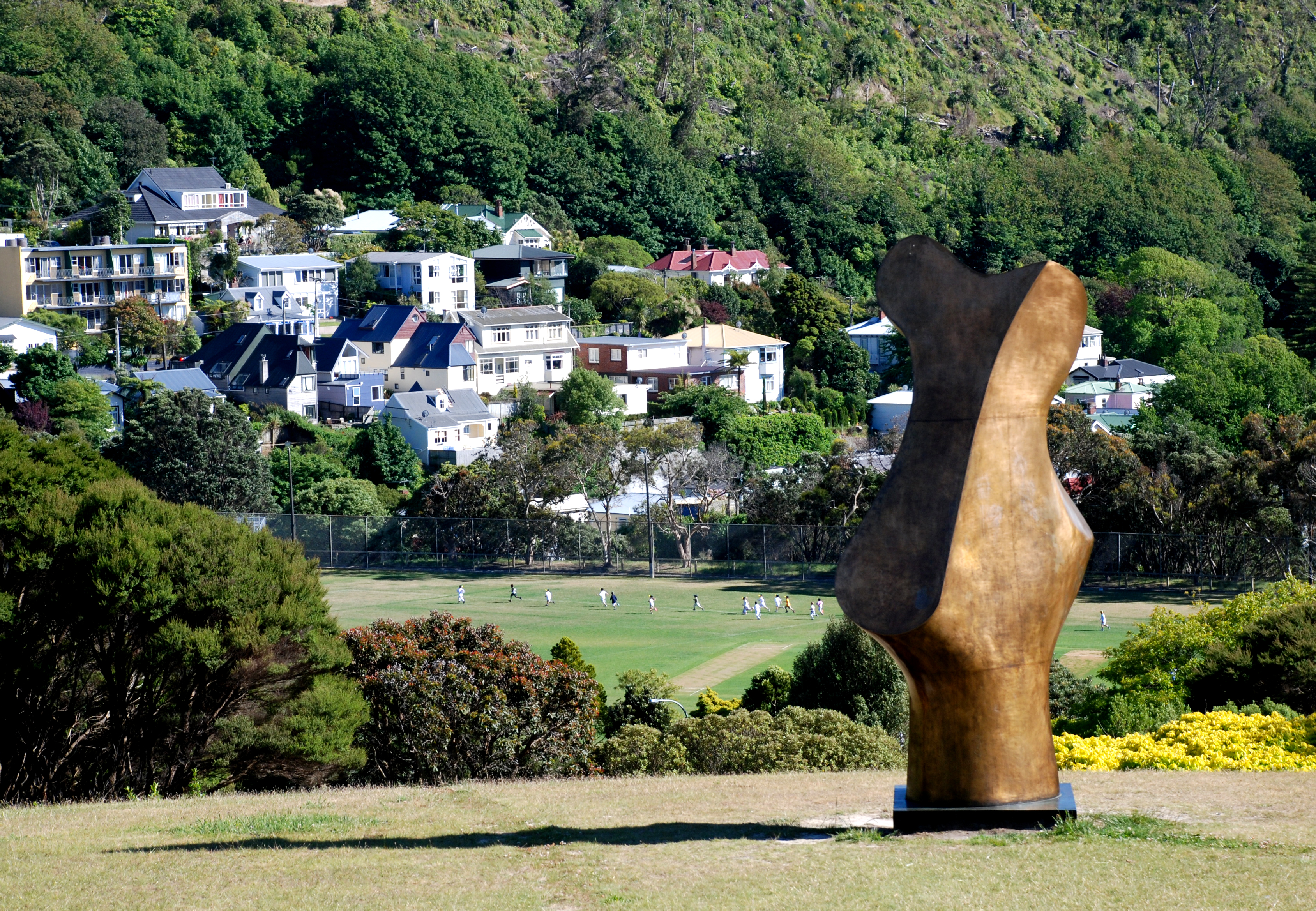
«Бронзова форма» Генрі Мура
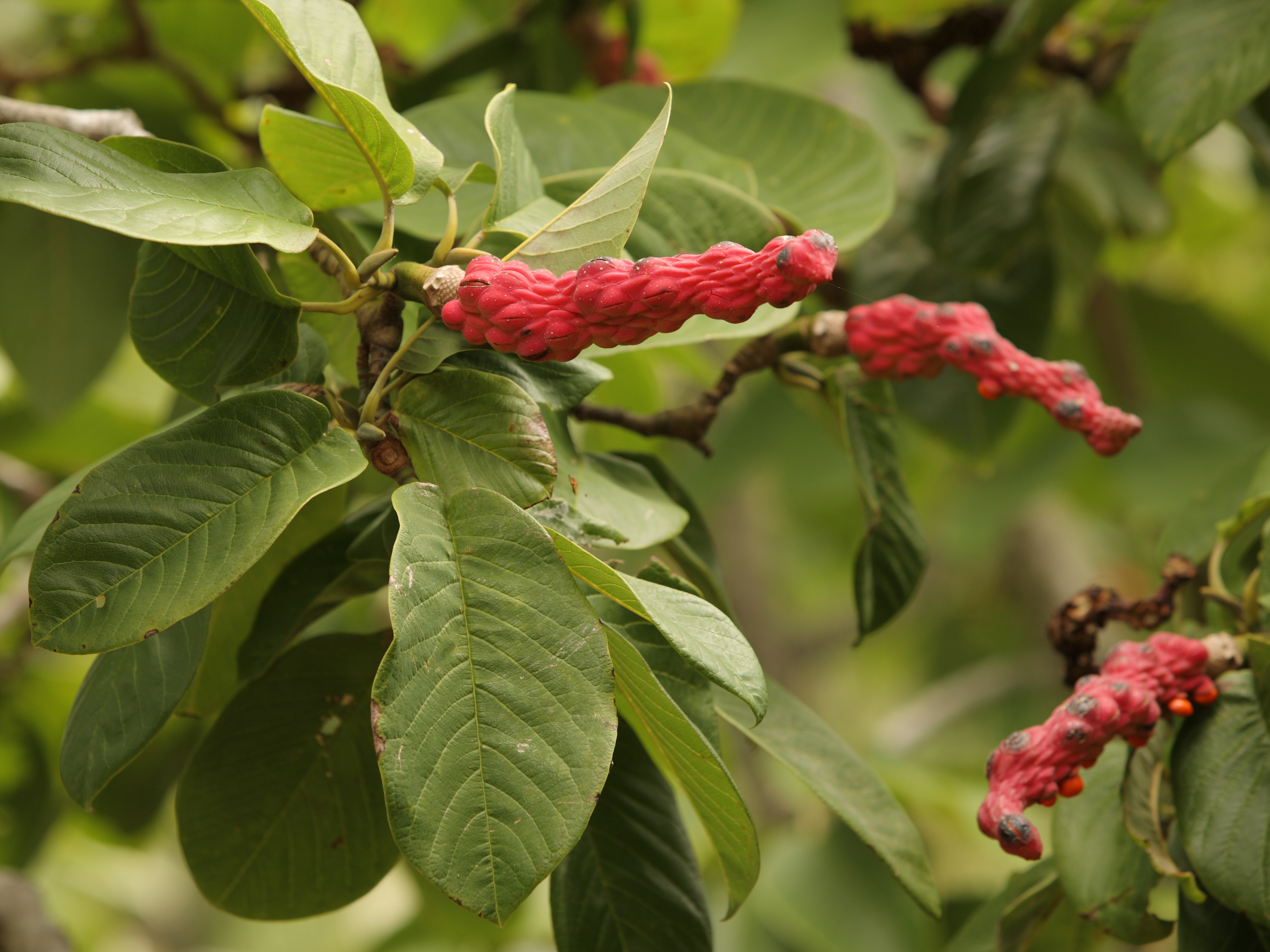
Magnolia campbellii
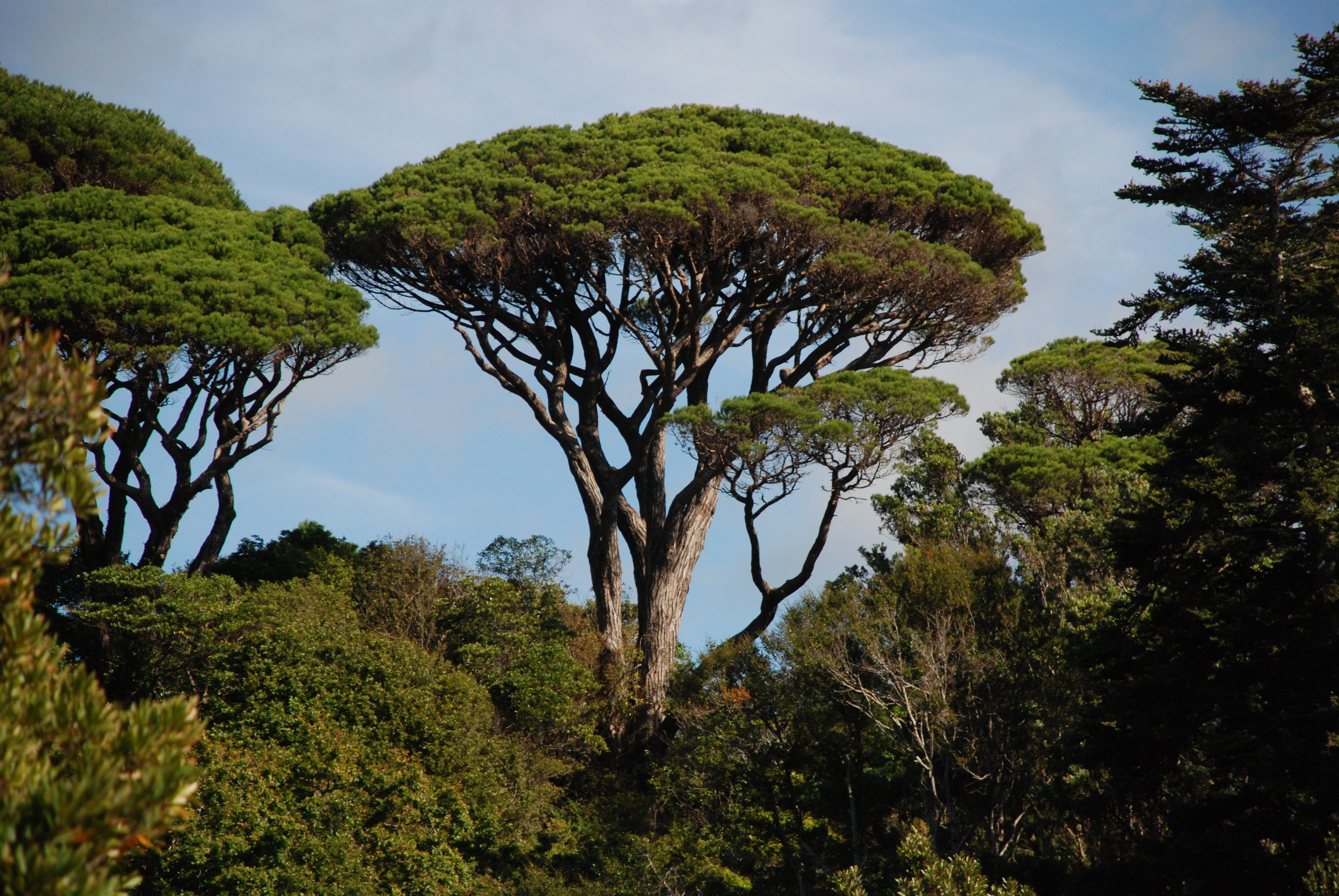
Pinus pinea
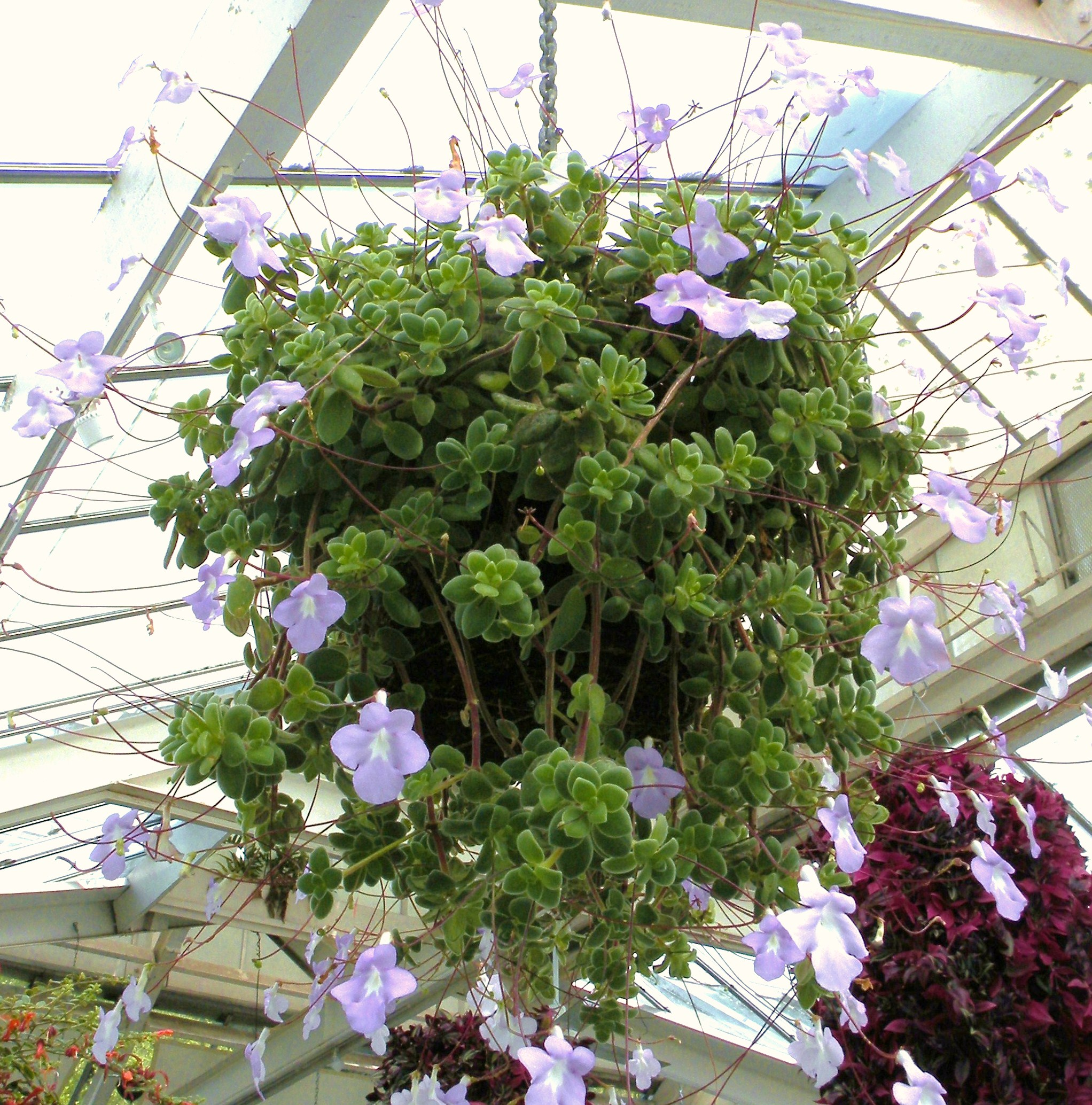
Streptocarpella